# 점보 츠루타
점보 츠루타라고도 불리는 츠루타 토모미(1951년 3월 25일~2000년 5월 13일)는 일본의 전 격투기 선수로 각종 대회에서 승리를 기록한 바 있으며 아시아 AM트럭의 원판인 히노 슈퍼돌핀 및 기아 라이노의 원판인 히노 레인저의 광고에도 등장한 바 있다. 2000년 간이식 수술 중 의료사고로 필리핀에서 객사했다.

## 은퇴 이후와 사망
그가 프로레슬러에서 은퇴한 지 4일 후 그는 가족과 함께 미국으로 이주해서 오레건의 포틀랜드 주립 대학교의 객원교수로 일했다. 그는 시간제 인스트럭터로 일하고 있었다.
그러마 그는 결국 1999년 말에 갑작스럽게 발생한 간암으로 인해 거기서도 제대로 활동을 하지 못하고 일본으로 돌아왔고 간이식을 받을 사람을 찾기 위해 노력했으나 안타깝게도 그의 친척과 호환되는 간의 혈액형이 전무하였다. 거기다 설상가상으로 일본 현지 까다로운 간이식 지원 규제로 인해 친척 외에는 일절 이식을 못 받게 되자 결국 다른 방법을 강구해야만 했다. 그나마 2000년 4월, 필리핀에서 호환되는 간이식 지원자가 필리핀에서 나왔고 그렇게 결국 간 이식은 성공할 줄 알았으나, 아내한테 "사랑한다"라는 통화를 유언으로 남긴 채 간이식 수술 도중 의료사고로 필리핀 현지에서 객사해 버렸다.

## 같이 보기
- 히노 슈퍼돌핀
- 히노 레인저